# Aspasia lunata
Aspasia lunata là một loài lan bản địa của Nam Mỹ, được tìm thấy ở đông nam và nam Brasil đến Bolivia và Paraguay ở độ cao 200–750 m..

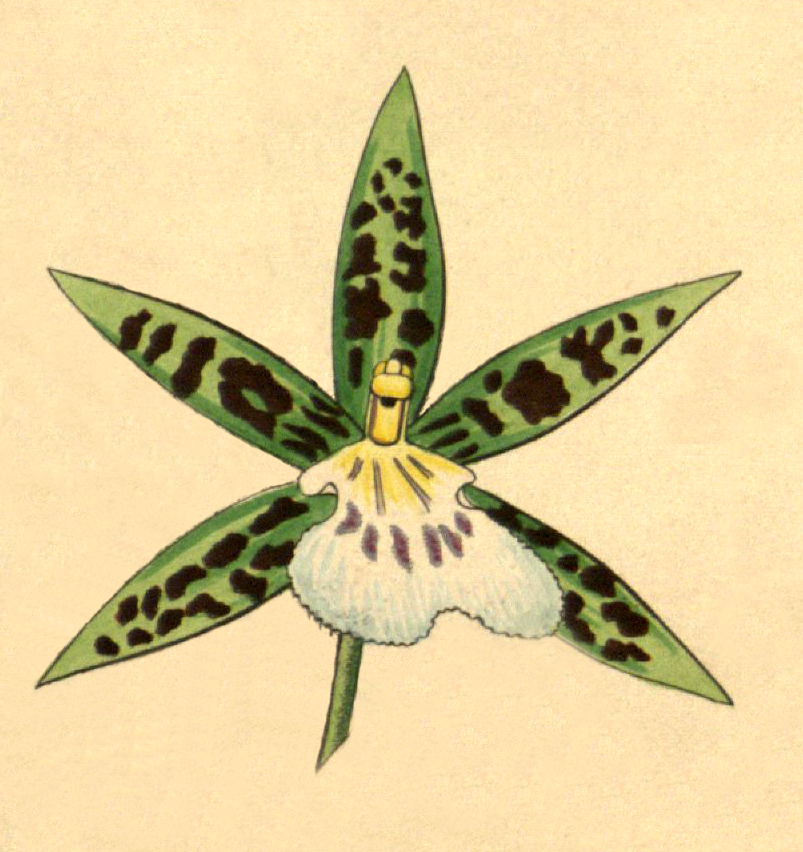
Aspasia lunata - flower

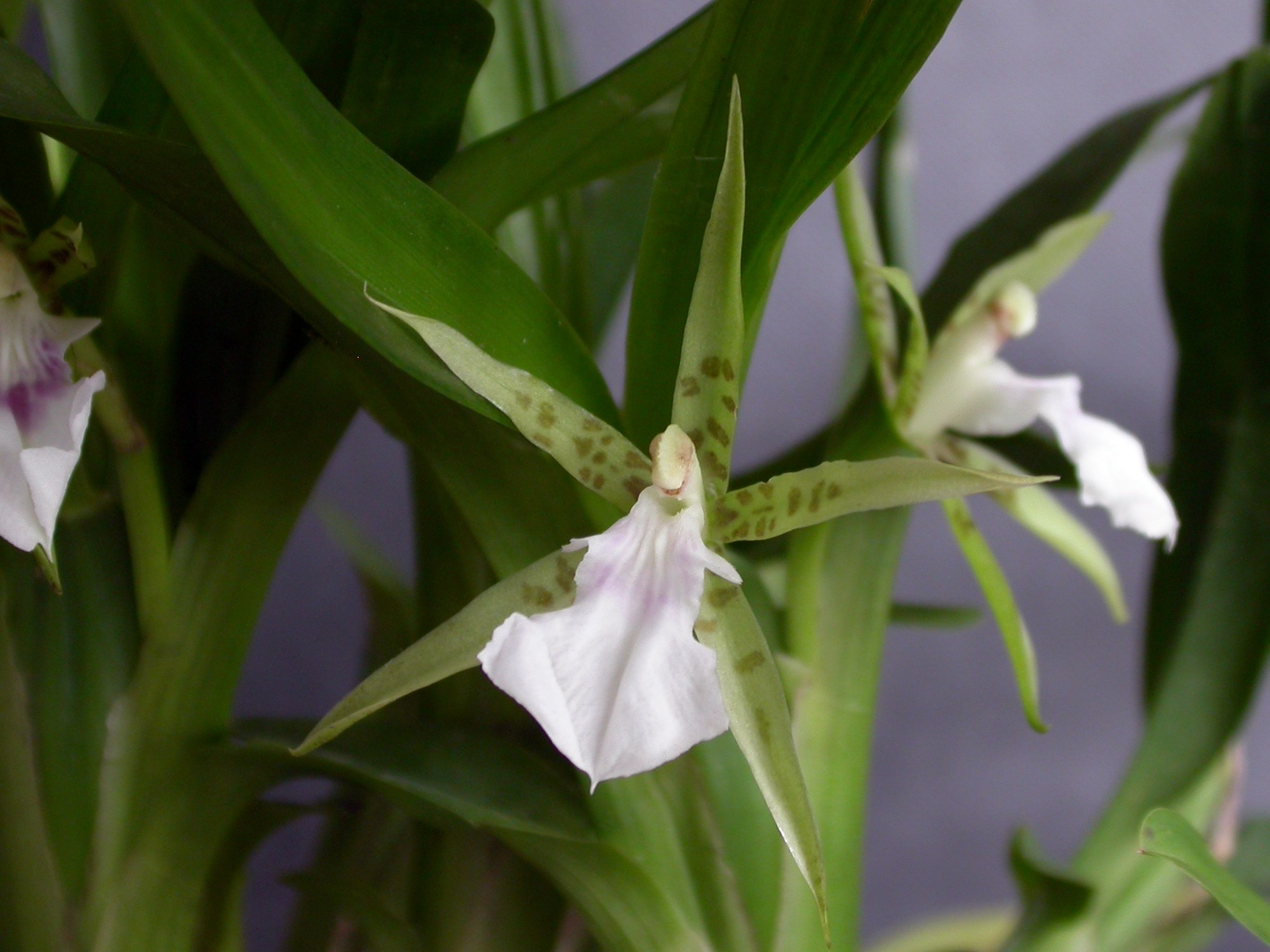
Aspasia lunata - flower and foliage

## Hình ảnh

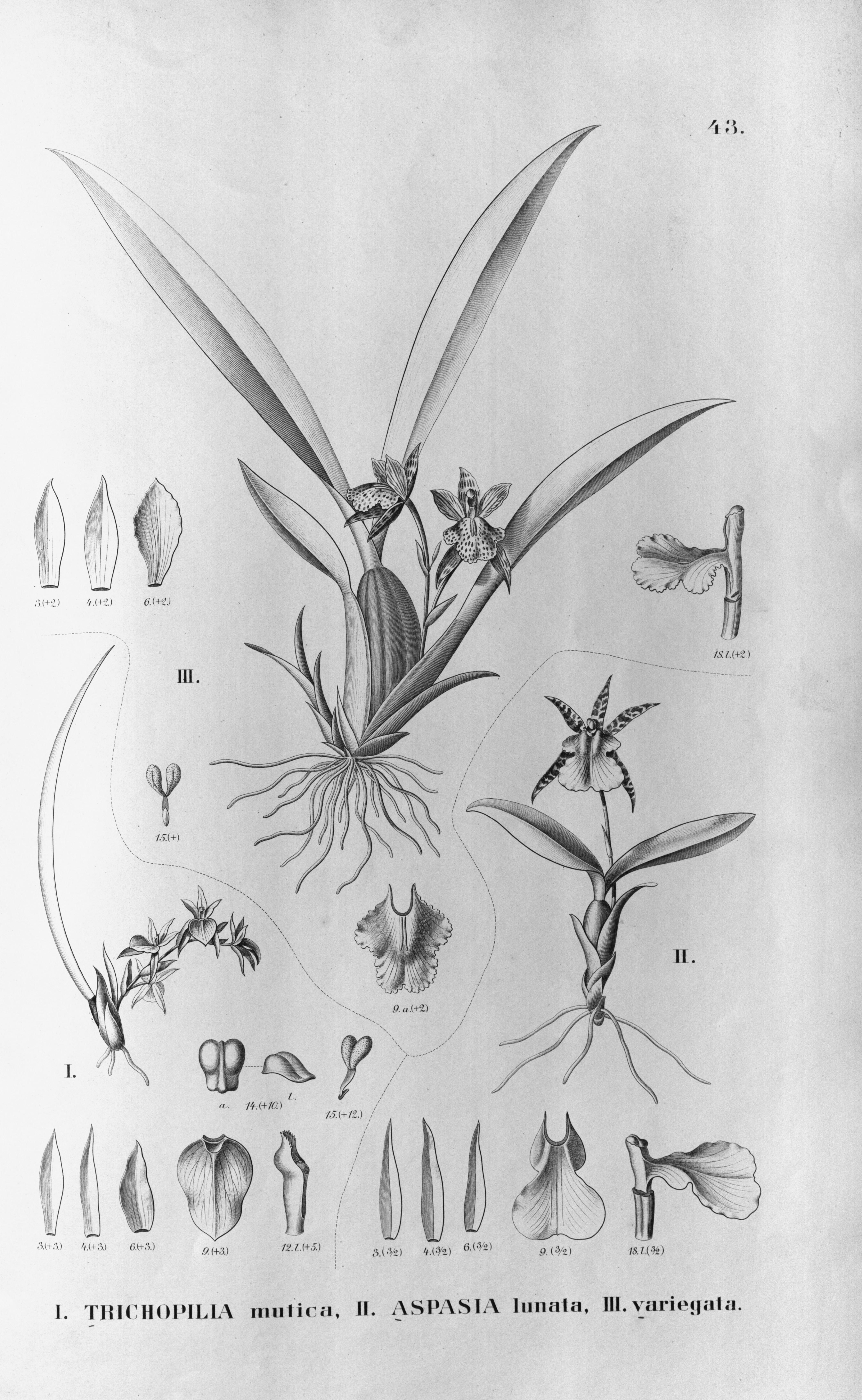